# Estación de Mairie de Saint-Ouen
La estación de Mairie de Saint-Ouen (en español: Ayuntamiento de Saint-Ouen)  es una estación del metro de París situada en la comuna de Saint-Ouen al norte de la capital. Pertenece a la línea 13 y a la línea 14.

## Historia

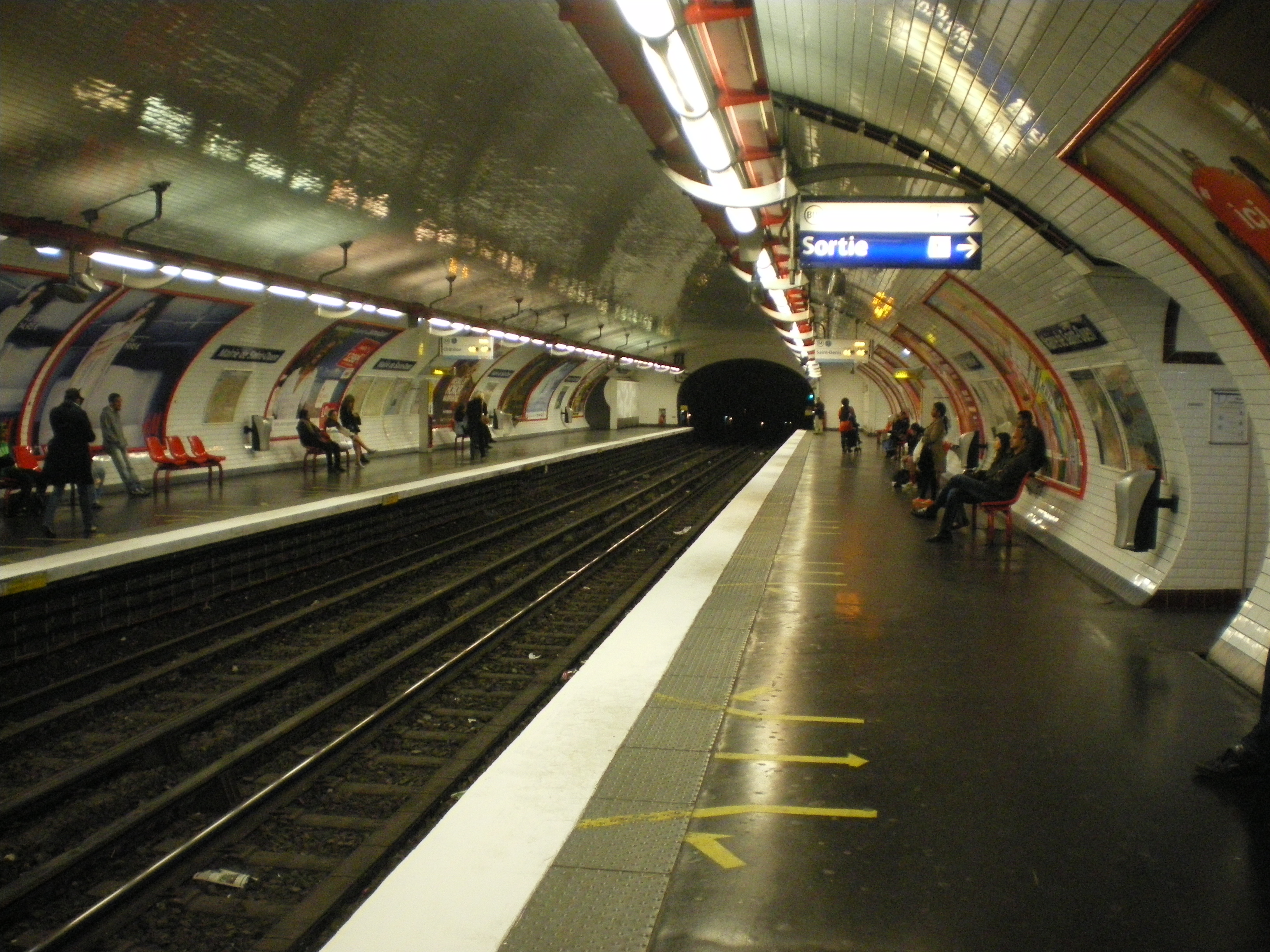
Andenes de la estación de línea 13

La estación fue inaugurada el 30 de junio de 1952 (línea 13).

La estación fue inaugurada el 14 de diciembre de 2020 (línea 14).
Debe su nombre a su cercanía con el Ayuntamiento de Saint-Ouen.

## Descripción
Es una estación subterránea que se compone de dos andenes laterales y de dos vías.